# Basilica di Santa Maria in Porto
(Iscrizione sulla prima pietra)
La basilica santuario di Santa Maria in Porto è un importante luogo di culto cattolico di Ravenna; si trova lungo via di Roma (l'asse stradale che attraversa tutto il centro storico della città da Nord a Sud), non lontano da Porta Nuova. È sede del Santuario della Madonna Greca, Patrona di Ravenna.
Nell'ottobre del 1960 papa Giovanni XXIII la elevò alla dignità di basilica minore.

## Storia
Nella prima metà del XV secolo, i Canonici Regolari di Santa Maria in Porto decisero di costruire un loro monastero adiacente alla chiesa di Santa Maria a Porto Fuori, località situata a circa 4 km dalla cinta muraria di Ravenna. Tuttavia, i veneziani imposero che il monastero fosse costruito all'interno delle mura della città. Venne acquistato, quindi, presso Porta Nuova, all'allora estremità meridionale del centro abitato, un terreno occupato da case, che vennero demolite il 5 agosto 1496.
La costruzione del monastero, avviata in quello stesso anno, terminò tredici anni più tardi, nel 1509, anche se i canonici vi si insediarono già dal 1503. Nel 1511 vi dimorò Papa Giulio II durante il suo viaggio in Romagna. In quello stesso anno venne presentato dall'architetto ravennate Bernardino Tavella il progetto per la chiesa del nuovo monastero; la sua costruzione, però, iniziò soltanto nel 1553 e si protrasse nei decenni successivi (la copertura della navata centrale venne realizzata nel 1561). 

Il giorno 8 ottobre 1606 l'arcivescovo di Ravenna insieme al cardinale camerlengo Pietro Aldobrandini consacrarono la basilica assieme al relativo convento. Nel 1710 venne realizzato il nuovo altare maggiore e, nel 1784, fu ultimata la facciata, opera di Camillo Morigia.
Nel 1797 la chiesa subì gli effetti dell'invasione francese: il santuario, infatti, fu spogliato e depredato ed i monaci vennero espulsi. Da allora la Pinacoteca di Brera conserva il dipinto, detto anche Pala Portuense raffigurante La Vergine in trono con il Bambino, i Santi Anna, Elisabetta, Agostino e il beato Pietro degli Onesti del pittore Ercole de Roberti. L'anno successivo vennero chiusi sia il monastero, sia la chiesa, che furono adibiti a caserma militare. Solo nel 1828 il monastero fu riaperto, ma venne definitivamente chiuso nel 1886 a causa delle leggi sulla liquidazione dell'asse ecclesiastico (Regio decreto n. 3036 del 7 luglio 1866), e divenne uno stabilimento dolciario. 
L'insegna araldica dei Canonici di Porto, rappresentata da un castello sormontato da tre torrette e accompagnata dall'indicazione delle date di costruzione dell'edificio (1503-1518), ricorre spesso nel chiostro. Nel 1885 la facciata ed altre parti dell'ex monastero furono sacrificati per la costruzione di una caserma («Caserma Garibaldi», poiché all'epoca via di Roma si chiamava Via Garibaldi). La caserma, duramente colpita dai bombardamenti della Seconda guerra mondiale, venne demolita, dando la possibilità di restaurare e ridare respiro a quanto restava dell'ex monastero. La porta d'ingresso originaria si trova oggi murata tra la Loggetta Lombardesca e l'abside della chiesa.
Alla fine del XIX secolo la chiesa di Santa Maria in Porto fu ceduta al clero diocesano, diventando sede parrocchiale. La nuova parrocchia incorporò il territorio della parrocchia soppressa che faceva capo alla chiesa di Santa Barbara. Per iniziativa dell'arcivescovo Vincenzo Moretti (1871-1879), e dei suoi successori, il culto della Madonna Greca fu ripristinato. Il 21 aprile 1900, nelle celebrazioni per il suo ottavo centenario, l'immagine della Vergine fu solennemente incoronata. Nel 1907 furono realizzate da Vittore Sangiorgi le maestose cancellate a chiusura della loggia inferiore.
Colpita da una bomba inesplosa nell'area del coro il 24 luglio 1944, la chiesa è stata in seguito restaurata. Oggi il monastero è in parte adibito ad abitazione dei Monaci di San Paolo primo eremita, che officiano tuttora, e in parte è sede della Pinacoteca civica (dal 1972).
Galleria d'immagini

Veduta esterna della basilica negli anni 1930.

## Descrizione

### Esterno

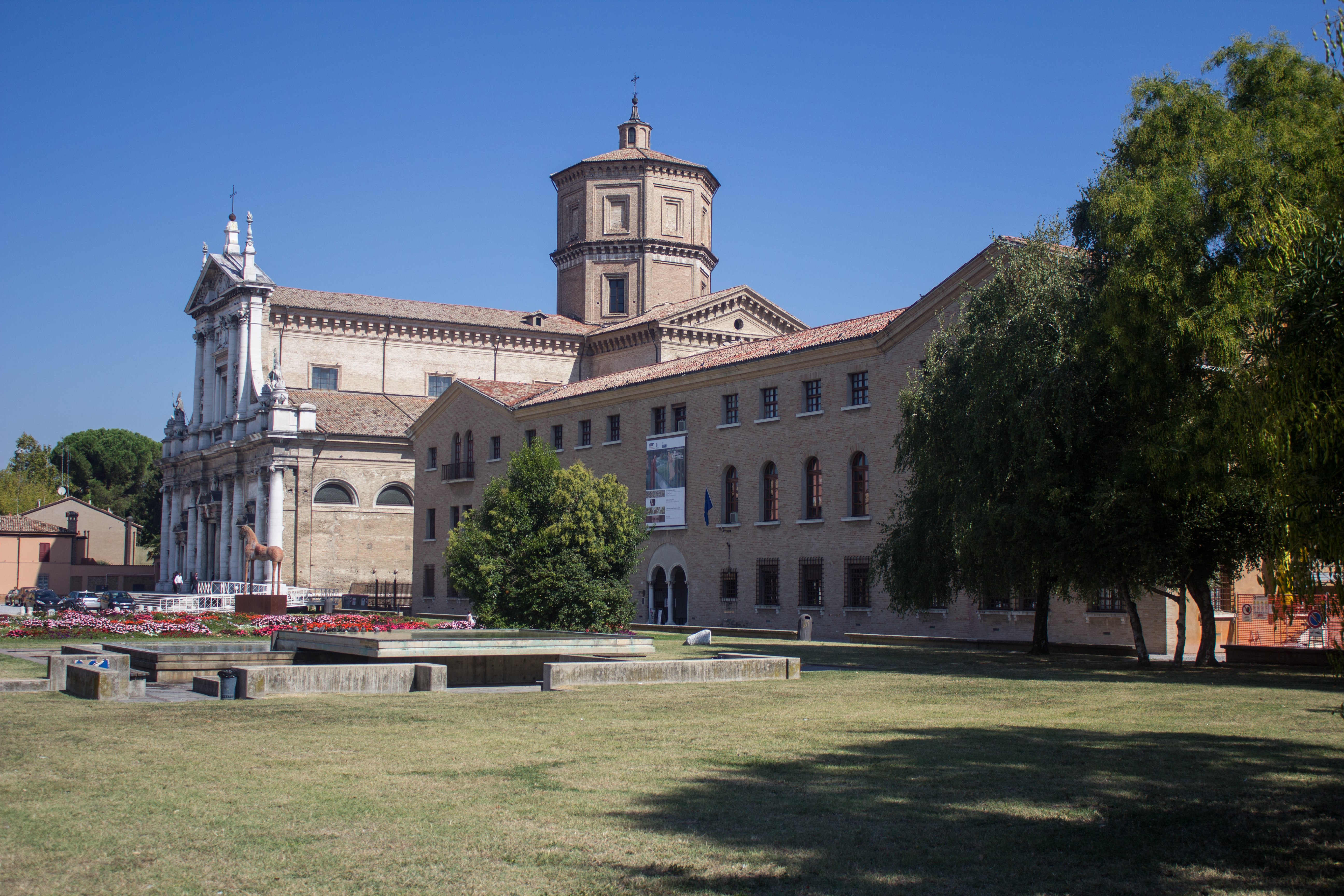
Veduta esterna.

La basilica di Santa Maria in Porto sorge nel tratto iniziale di via Roma.
La chiesa, che dà su un ampio spiazzo rettangolare con aiuole, è preceduta da una scalinata, terminata nel 1783. La bianca facciata in pietra d'Istria, a salienti, è opera di Camillo Morigia ed è stata terminata nel 1784. Essa è divisa in due fasce sovrapposte da un alto cornicione: la fascia inferiore, di ordine ionico, corrisponde a tutte e tre le navate; quella superiore, di ordine corinzio, corrisponde soltanto alla navata centrale.
La fascia inferiore è scandita in tre settori principali da altri quattro, ciascuno dei quali composto da due semicolonne con, al centro, una nicchia. Entro le nicchie, si trovano delle statue di santi, realizzate dallo scultore veronese Diomiro Cignaroli. Esse raffigurano, da sinistra: la Carità, la Fede, la Speranza e l'Umiltà. Ognuno dei tre settori principali accoglie un portale, con frontone spezzato sorretto da due colonne ioniche, una per lato. Il portale centrale, più grande rispetto agli altri due, è sormontato dalla statua raffigurante la Madonna Greca, del 1689; le colonne che ne sorreggono il frontone sono del V secolo e provengono dalla ormai scomparsa Basilica di San Lorenzo in Caesarea.
La fascia superiore, invece, corrisponde soltanto al settore centrale e a quelli ad esso adiacenti della fascia inferiore. Nel settore di mezzo si apre un grande finestrone rettangolare con balaustra, sormontato dallo stemma del monastero di Santa Maria in Porto; nei due settori laterali, invece, entro nicchie, le statue di San Lorenzo, a sinistra, e di Piero degli Onesti. Alle due estremità della facciata, poi, vi sono le statue di Sant'Agostino, a sinistra, e Sant'Ubaldo.
La facciata termina con un frontone triangolare, con il monogramma mariano.
All'incrocio tra la navata centrale e il transetto, si eleva il tiburio ottagonale, con, all'esterno, un doppio ordine; nell'ordine inferiore, si aprono quattro finestre, una in corrispondenza di ciascuno dei lati obliqui. Il tiburio termina con una lanterna, anch'essa ottagonale, che raggiunge i 53 metri di altezza.

### Interno

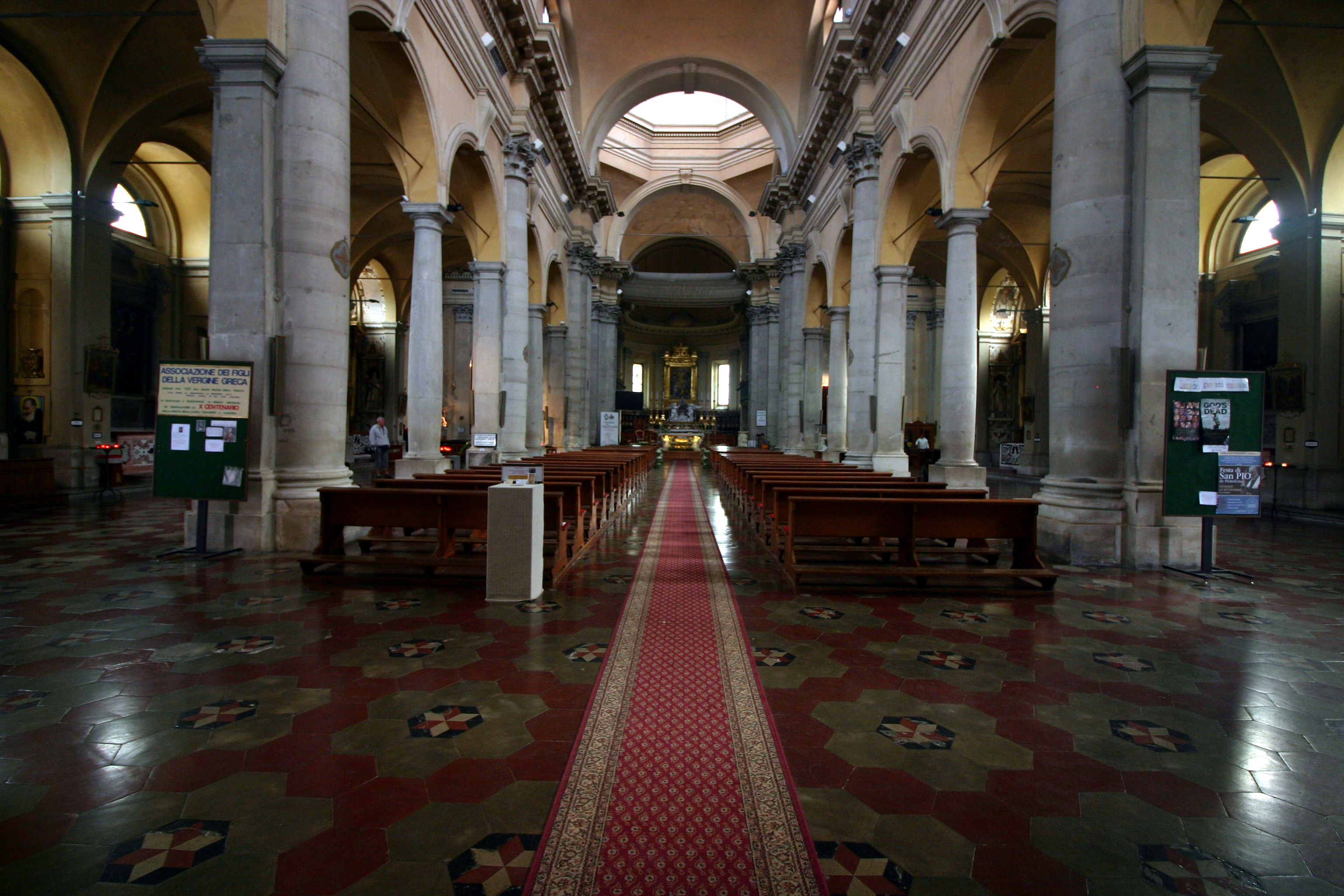
L'interno della basilica.

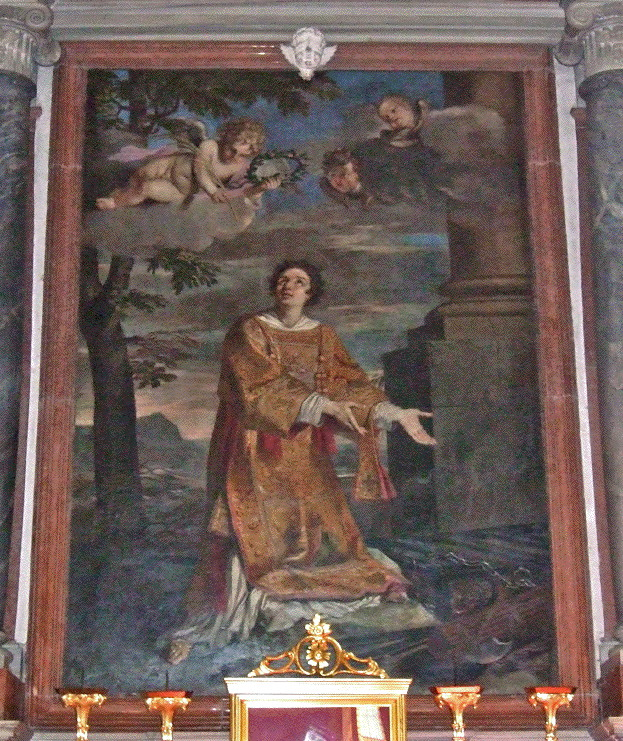
Emilio Taruffi, Pala di san Lorenzo.

La basilica di Santa Maria in Porto ha una pianta a croce latina, con aula divisa in tre navate di sei campate le laterali e tre la centrale, coperte con volta a vela.
Lungo le navate laterali, si aprono sei cappelle per lato; tutte le cappelle laterali sono a pianta rettangolare, con volta a botte e altare barocco in marmo. nella quarta cappella destra, sull'altare, vi è la pala Martirio di San Giacomo Minore, realizzata dal ferrarese Ippolito Scarsella, detto lo Scarsellino; nella cappella successiva, si trova la pala Martirio di Santa Margherita, di Cesare Corte, affiancato dalle statue in stucco San Pier Damiani e Pietro Peccatore, del XVIII secolo. Nella terza cappella di sinistra, invece, vi è il dipinto di Palma il Giovane Martirio di San Marco e, in quella successiva, un pregevole Crocifisso del XV secolo.
I due bracci del transetto sono costituiti da una campata quadrata con volta a vela e da un'abside semicircolare delimitata da balaustra marmorea e con altare anch'esso in marmo. Sull'altare di sinistra, vi è la Madonna Greca, bassorilievo marmoreo del IX secolo proveniente dall'oriente raffigurante la Madonna orante con un ampio mantello che, secondo la tradizione, il giorno 8 aprile 1100, sulla spiaggia nei pressi di Classe apparve tra due angeli ad un gruppo di religiosi. Sull'altare del braccio destro del transetto, invece, si trova il dipinto San Lorenzo del bolognese Emilio Taruffi.
In corrispondenza della navata centrale, oltre la crociera, si trova l'abside, costituita anch'essa, come i transetti, da una campata quadrata con volta a vela e da un'abside semicircolare. Al centro, si trova l'altare maggiore, del 1710. Sopra la mensa, vi è il pregevole ciborio in marmi policromi, proveniente dall'altare precedente, iniziato nel 1627 da Giuseppe Vivoli e terminato negli anni successivi da Ascanio Mula. Ai suoi lati, due angeli in marmo di Carrara.
Dietro l'altare, a ridosso della parete semicircolare, si trova il pregevole coro ligneo del XVI secolo, opera di Marino Francese. Composto da 75 stalli, si articola in due ordini sovrapposti, dei quali quello superiore con decorazioni scolpite. Al centro dell'abside, fra due grandi finestre rettangolari, vi è, entro una ricca cornice lignea dorata e intagliata, la pala Annunciazione del riminese Giovanni Laurentini.

### Organo a canne
Sulle due pareti laterali dell'abside, vi sono le due cantorie lignee del XVIII secolo, ognuna delle quali in origine accoglieva un suo organo. Gli strumenti, più volte rimaneggiati, sono stati unificati nel 1978 dall'organaro ferrarese Gianni Ferraresi e, in tale occasione, restaurati ed adattati ai canoni dell'epoca.
Lo strumento attuale, riutilizza, degli organi precedenti, le casse lignee e, solo in parte, il materiale fonico. La trasmissione è integralmente elettrica, con consolle mobile indipendente posta alla destra dell'altare maggiore. Essa ha due tastiere di 61 note ciascuna ed una pedaliera concavo-radiale di 32. Le facciate delle due casse, identiche, sono composte da tre campi principali separati da lesene, ciascuno dei quali avente 11 canne di principale disposte in cuspide unica con bocche a mitria allineate orizzontalmente; sopra ciascuno dei due campi laterali, vi è un organetto morto.

## La Madonna Greca

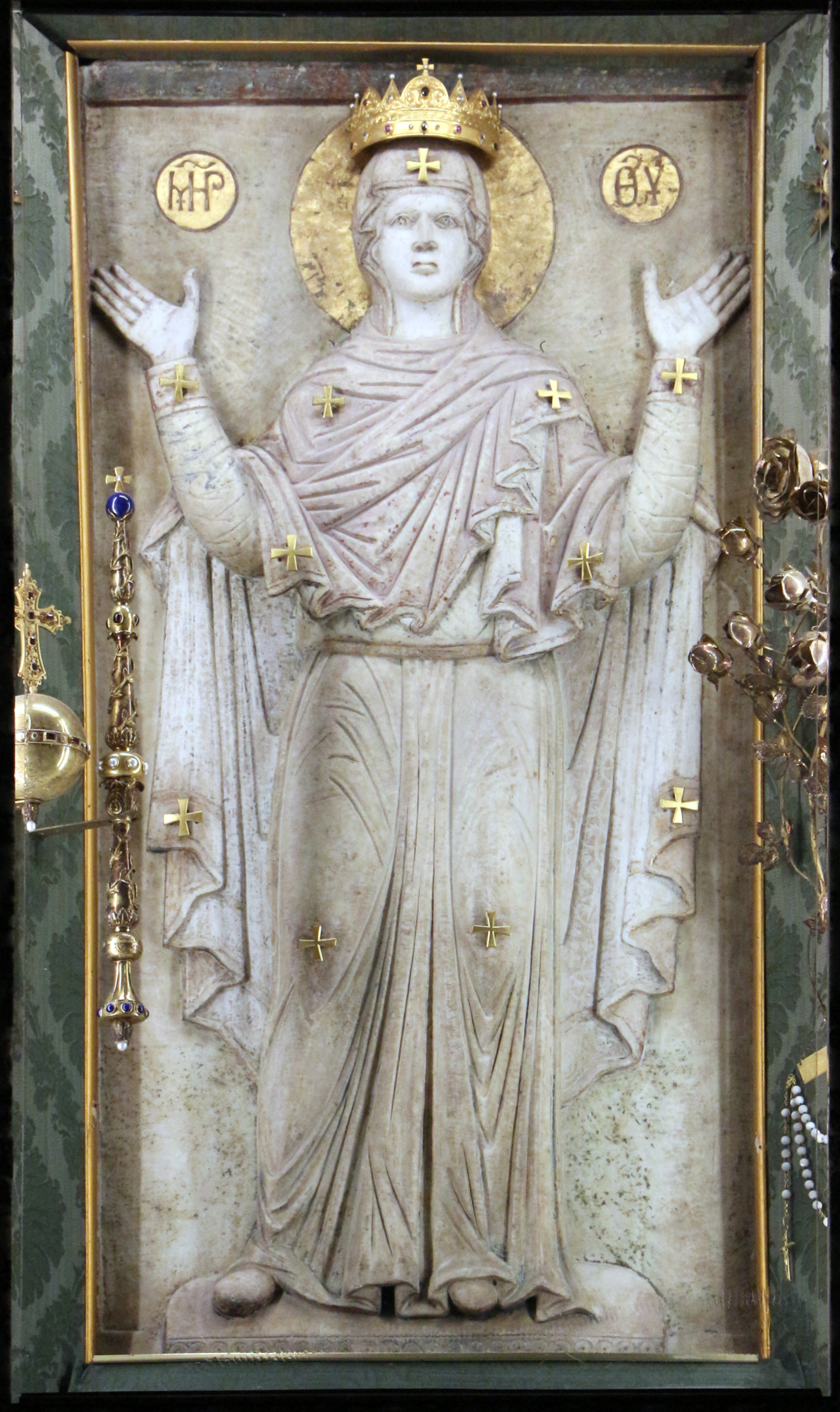
La Madonna greca di Ravenna.

Nella chiesa è venerata la Sacra immagine della Madonna Greca, Patrona di Ravenna. Secondo la tradizione, l'immagine giunse a Ravenna miracolosamente da Costantinopoli nell'anno 1100, il giorno della Domenica in albis. Fu rinvenuta sulla spiaggia dai monaci di Santa Maria in Porto Fuori.

Si tratta di un bassorilievo bizantino scolpito in marmo pario, risalente a un'età anteriore al Concilio di Efeso (431). In virtù di questa datazione è ritenuta la più antica immagine della Vergine realizzata in Oriente.

Contestualmente alla collocazione del bassorilievo, fra' Serafino Merlini, superiore dei Canonici Lateranensi, trasportò all'interno della chiesa tutte le sacre reliquie che, con l'autorizzazione del pontefice, poté raccogliere da tutti i monasteri dell'ordine.